# Paul Peeters (politicus)
Paul Peeters (Tienen, 9 november 1935 – 10 februari 2015) was een Belgisch volksvertegenwoordiger en senator en burgemeester.

## Levensloop
Peeters volgde klassieke humaniora aan het Onze-Lieve-Vrouwecollege in Tienen. Hij promoveerde in 1958 tot licentiaat in de handels- en financiële wetenschappen en in 1959 tot licentiaat arbeidsorganisatie aan de Katholieke Universiteit Leuven.
Hij was actief bij het Vlaams Verbond Katholieke Scouts (VVKS) en aan de universiteit was hij preses van de Tiense Hoogstudentenvereniging en actief bij het Katholiek Vlaams Hoogstudentenverbond (KVHV).
Hij werd afgevaardigd bestuurder van vennootschappen en vervulde mandaten in verenigingen en instellingen met betrekking tot buitenlandse handel en middenstand. Ook werd hij in 1992 rechter bij de rechtbank van koophandel in Brussel.
Van 1954 tot 1958 was hij parlementair medewerker van CVP-senator Hendrik Delport. In 1963 werd Peeters politiek actief voor de Volksunie. Voor deze partij was hij van 1968 tot 1974 provincieraadslid voor Brabant en van 1971 tot 1993 gemeenteraadslid van Kapelle-op-den-Bos, waar hij van 1977 tot 1983 schepen en van 1986 tot 1988 burgemeester was.
Bovendien zetelde hij van 1974 tot 1978 en van 1985 tot 1987 voor het arrondissement Brussel-Halle-Vilvoorde in de Kamer van volksvertegenwoordigers en was hij van 1981 tot 1985 rechtstreeks gekozen senator in de Senaat. In de periode april 1974-december 1978 zetelde hij als gevolg van het toen bestaande dubbelmandaat ook in de Cultuurraad voor de Nederlandse Cultuurgemeenschap, die op 7 december 1971 werd geïnstalleerd. Vanaf december 1981 tot december 1987 was hij lid van de Vlaamse Raad, de opvolger van de Cultuurraad en de voorloper van het huidige Vlaams Parlement.
Hij was van 1975 tot 1978 ook nationaal partijsecretaris van de Volksunie.